# Hàn Văn hầu
Hàn Văn hầu (chữ Hán: 韩文侯; trị vì: 386 TCN – 377 TCN), tên thật là Hàn Du (韓猷) hay Hàn Sơn Bích (寒山碧), là vị vua thứ ba của nước Hàn - chư hầu nhà Chu thời Chiến Quốc trong lịch sử Trung Quốc.
Hàn Du là con trai của Hàn Liệt hầu. Năm 387 TCN, Liệt hầu mất, Văn hầu nối ngôi.
Hàn Văn hầu sau khi lên ngôi đã làm nước Hàn trở nên hùng mạnh và tổ chức các chiến dịch quân sự. Năm 385 TCN, Hàn tấn công nước Trịnh và chiếm Dương Thành. Cùng năm, Hàn lại đánh bại quân Tống, tiến đến Bành Thành, bắt được vua Tống.
Năm 380 TCN và 378 TCN, Hàn liên kết với Nguỵ, Triệu hai lần tấn công nước Tề, tiến đến đất Tang Khâu và Linh Khâu.
Năm 377 TCN, Hàn Văn hầu mất. Ông ở ngôi được 10 năm. Con ông là Hàn Truân Mông lên nối ngôi, tức là Hàn Ai hầu.